# Evan Lloyd
Pour les articles homonymes, voir Lloyd.
Pas d'image ? Cliquez ici

a Compétitions nationales et continentales officielles uniquement.

b Matchs officiels uniquement.
Dernière mise à jour le 13 juillet 2024.
Evan Lloyd, né le 28 décembre 2001 à Penarth (pays de Galles), est un joueur international gallois de rugby à XV qui joue au poste de talonneur à Cardiff Rugby.

## Biographie

### Jeunesse et formation
Evan Lloyd naît le 28 décembre 2001 à Penarth, au pays de Galles. Il commence le rugby à XV au Penarth RFC et y fait toute sa formation. Il est notamment le capitaine de l'équipe des moins de 14 ans, où il joue avec son futur coéquipier Mason Grady. Il fait ensuite partie du centre de formation des Cardiff Blues avec qui il joue chez les moins de 16 et 18 ans. Durant sa jeunesse, il joue au poste de troisième ligne centre.

### Carrière en club
Alors qu'il fait partie du centre de formation de Cardiff, Evan Lloyd joue ses premiers matchs avec le Pontypridd RFC en début de saison 2021-2022. Il participe à deux rencontres.
La saison d'après, en 2022-2023, il joue avec le Cardiff RFC, où il est repositionné au poste de talonneur en début d'année 2023. Il joue quinze matchs et signe ensuite son premier contrat professionnel avec le Cardiff Rugby.
Il fait ses débuts professionnels en United Rugby Championship le 10 novembre 2023, lors de la quatrième journée de la saison 2023-2024 contre les Bulls,. À partir de ce moment, il enchaîne les matchs avec Cardiff et donne satisfaction. Au mois de janvier 2024, il prolonge son contrat avec son club formateur,. Pour sa première saison, il joue douze matchs toutes compétitions confondues, pour deux titularisations.

### Carrière internationale
En 2021, Evan Lloyd est sélectionné avec l'équipe du pays de Galles des moins de 20 ans pour le Tournoi des Six Nations des moins de 20 ans 2021. Au poste de numéro huit, il joue deux matchs dans ce tournoi.
Après avoir joué ses premiers matchs professionnels avec le Cardiff Rugby, il est appelé pour la première fois de sa carrière avec le pays de Galles pour le Tournoi des Six Nations 2024. Il est alors l'un des cinq joueurs sans sélection de ce groupe,. Alors qu'il n'a joué aucune rencontre dans ce tournoi, il est appelé de dernière minute pour la quatrième journée contre la France, afin de remplacer sur la feuille de match Ryan Elias, blessé. Remplaçant, il entre en jeu à la place d'Elliot Dee et connaît ainsi sa première cape dans une défaite 24 à 45. De même pour le dernier match, une défaite 21-24 contre l'Italie.
Au mois de juin 2024, il est rappelé avec le XV du Poireau par Warren Gatland pour un match amical contre l'Afrique du Sud, puis pour la tournée d'été en Australie. 

## Statistiques

### En club
| Saison    | Club          | Championnat | Championnat | Championnat | Compétitions de l'EPCR | Compétitions de l'EPCR | Compétitions de l'EPCR |
| Saison    | Club          | Compétition | M           | Ess.        | Compétition            | M                      | Ess.                   |
| --------- | ------------- | ----------- | ----------- | ----------- | ---------------------- | ---------------------- | ---------------------- |
| 2023-2024 | Cardiff Rugby | URC         | 10          | -           | Champions Cup          | 2                      | -                      |
| Total     | Total         | URC         | 10          | 0           | Champions Cup          | 2                      | 0                      |

### En sélection nationale
Au 13 mars 2025, Evan Lloyd compte 8 sélections en équipe du pays de Galles. Il a pris part à une édition du Tournoi des Six Nations en 2024.
| Année | Compétition | Matchs | Points | Essais |
| ----- | ----------- | ------ | ------ | ------ |
| 2024  | Six Nations | 2      | -      | -      |
| 2024  | Test matchs | 2      | -      | -      |
| Total | Total       | 4      | 0      | 0      |

## Palmarès
Néant.